# Nicolás Espinoza

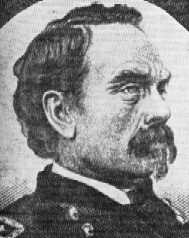
General Nicolás Espinoza

Nicolás Espinoza, auch Nicolás Espinosa (* November 1795 in Tenancingo, El Salvador; † März 1845 in Nacaome, Honduras) war vom 10. April 1835 bis 15. November 1835 Jefe Supremo der Provinz El Salvador in der Zentralamerikanischen Konföderation.

## Leben
Er studierte an der Universidad de San Carlos de Guatemala Rechtswissenschaft und wurde Rechtsanwalt. Er war in Opposition zur Annexion durch das mexikanische Imperium unter Agustín de Itúrbide, weshalb er 1823 nach Costa Rica ins Exil ging, wo er als Richter berufen wurde. Nicolás Espinoza war General und Mitglied der Partido Conservador, welche sich damals Serviles oder Moderados nannte.
Am 27. März 1829 vertrat Espinoza die Provinz El Salvador und José Francisco Morazán Quezada die Provinzen Honduras und Nicaragua bei den Verhandlungen um die Kapitulation der Provinz Guatemala im Haus von Ballesteros. Espinoza war von April 1829 bis 12. Mai 1830 Jefe Surpremo der Provinz Nicaragua. Espinoza ernannte den Priester Agustin Vijil zu seinem Ministro General.
Espinoza war Stellvertreter unter dem liberalen José María Silva in der Provinz El Salvador, bis dieser am 2. März 1835 durch eine Regierungsjunta unter dem konservativen Joaquín Escolán y Balibrera abgelöst wurde. Diese Junta unter Escolán war für die Zeit vom 2. März bis 10. April 1835, als die Cabildos de Españoles einen neuen Jefe Supremo wählten, ihr gehörte José Dionisio de la Trinidad de Herrera y Díaz del Valle an.
Im April 1835 gründete Nicolás Espinoza die Intendencia General de la Hacienda das Finanzministerium neu, das alte war nicht mehr kreditwürdig. Im Mai 1835 gründete Nicolás Espinoza, Juntas de Beneficencia (Wohlfahrtssausschüsse)
und baute ein System von Strafgerichten in der gesamten Provinz El Salvador auf.
1835 hatte Morazán der Regierung der Zentralamerikanischen Republik nach San Salvador verlegt.
Escolán hatte in seiner ersten, kurzen Amtszeit Regierungssitz der Provinzregierung von San Salvador nach Ciudad San Vicente verlegt. Da damals die Begriffe San Salvador und El Salvador synonym verwendet wurden, beschloss das Parlament am 22. Mai 1835 El Salvador in Zukunft Cuscatlán zu nennen. Doch da es eine Stadt gleichen Namens gibt, führte auch dies nicht zu eindeutigen Ortsbezeichnungen.
Per Dekret verfügte Espinoza, dass die Diudad de Santa Ana die Hauptstadt eines Depto. de Sonsonate sei, welches er aus dem Partido de Metapán ausgliederte.
Mit dem Dekret vom 7. Mai 1835 gründete er den Generalstab der Provinz El Salvador neu. Der Vorgänger war in Auseinandersetzungen mit der Zentralregierung geschlagen worden.
Er trennte das militärische Kommando der Departamentos von den Cabildos de Españoles, womit er sich ein Durchgriffsrecht sichern wollte.

## Grundstücksverkehr
Am 27. Januar 1825 erließ Regierung der Zentralamerikanischen Konföderation ein Dekret, mit dem die tierras baldías o realengos, wozu auch die Ejidos gehörten, privatisiert wurden. Am 17. Juni 1835 unterzeichnete Espinoza ein Dekret, das die Privatisierung der Ejidos annullierte. Enteignungen der Cabildos durch Pacht- oder Schuldvereinbarungen sollten rückabgewickelt werden. Die Landwirte sollten Eigentümer ihrer Früchte sein und für die Landnutzung eine Canon (Pacht) an die Cabildos entrichten.
Landwirte, die die Pacht nicht zahlten, sollten ihr Land zurückgeben und hätten Anspruch auf eine Entschädigung für die Früchte gehabt.
Die Gesetzgebung für den Grundstücksverkehr unterschied nicht zwischen Ejidos der Municipios und Gemeindeland.
Entsprechend der kolonialen Tradition waren die von den Cabildos verwalteten Municipios ungeteiltes kommunales Eigentum. Entsprechend dieser Rechtsauffassung war die Ausweisung von Landwirten, das Räumen des Eigentums, einem Recht welchem nur bestehende Pacht- oder Mietverträgen entgegenstehen würden.
Espinoza ermutigte indigene Gemeinden, an Kommunalwahlen teilzunehmen, um die Dominanz der Cabildos de Españoles zu brechen.
José Francisco Morazán Quezada ließ Espinoza durch Francisco Gómez de Altamirano y de Elizondo ablösen und ihn der Konspiration mit den Indigenas anklagen.
Seine Dekrete waren nur an wenigen Orten umgesetzt worden. Espinoza wurde angeklagt, mit den Indigenas aus dem Zentrum El Salvadors zu konspiriert zu haben und mit deren Verbündeten in Guatemala die Regierung der Zentralamerikanischen Konföderation zu stürzen und eine Indianer-Republik errichten zu wollen.
Es wäre ihm gelungen, die tief verwurzelten ethnischen Vorurteile der Indigenas zu kanalisieren, um ihre Unterstützung zu erhalten.
Ihr Ziel sei es gewesen, die Konföderation in El Salvador und Guatemala zu zerstören und einen zentralistischeren, stärkeren Staat zu errichten, eine Allianz mit den Indigenas aus Los Altos, Chiquimula und Quetzaltenango.
Der US-Chargé d’affaires für Zentralamerika, Charles G. De Witt, bezieht sich auf ihn als einen Indian - a cunning and well-educated (einen Indianer, einen schlauen und gebildeten).